# Anthrax barbiventris
Anthrax barbiventris är en tvåvingeart som först beskrevs av Camillo Rondani 1868.  Anthrax barbiventris ingår i släktet Anthrax och familjen svävflugor. Inga underarter finns listade i Catalogue of Life.